# Молоха
Молоха, още Гинуш или Гинош (на гръцки: Μολόχα, Молоха, до 1927 година: Γκινόσι, Гиноси, катаревуса Γκινόσιον, Гиносион), е село в Република Гърция, дем Горуша (Войо) в област Западна Македония.

## География
Селото е разположено на 700 m надморска височина, на около 6 km северозападно от демовия център град Неаполи (Ляпчища, Населич), на границата с дем Хрупища. На север граничи с костурското село Богатско. Землището на селото е разположено по десния (югозападен) бряг на река Бистрица.

## История

### В Османската империя
В края на ΧΙΧ век Гинуш е мюсюлманско гръкоезично село в Населишка каза на Османската империя. Според Васил Кънчов („Македония. Етнография и статистика“) в 1900 година в него живеят 250 гърци мохамедани (валахади).
На Етнографската карта на Битолския вилает на Картографския институт в София от 1901 година Гвинус е чисто помашко (гръцко мохамеданско) село в казата Населица на Серфидженския санджак с 48 къщи.
Според статистика на Серфидженския санджак на гръцкото консулство в Еласона от 1904 година в Гиноси (Γκηνόσι), Населишка каза, живеят 400 валахади.

### В Гърция
През Балканската война в 1912 година в селото влизат гръцки части и след Междусъюзническата в 1913 година Гинуш остава в Гърция.
В средата на 20-те години населението на селото е изселено в Турция по силата на Лозанския договор и на негово място са заселени понтийски гърци бежанци от Турция. В 1928 година то е представено като изцяло гръцко бежанско село със 72 семейства и 240 жители.
В 1927 година името на селото е сменено на Молоха.
Населението традиционно произвежда жито, картофи, тютюн и други земеделски продукти, като се занимава и със скотовъдство.
В 1997 година на границата между Молоха и Платания е изградена църквичката „Свети Илия“.
| Година    | 1913 | 1920 | 1928 | 1940 | 1951 | 1961 | 1971 | 1981 | 1991 | 2001 | 2011 | 2021 |
| --------- | ---- | ---- | ---- | ---- | ---- | ---- | ---- | ---- | ---- | ---- | ---- | ---- |
| Население | 259  | 249  | 226  | 347  | 352  | 307  | 216  | 228  | 201  | 190  | 132  | 89   |

## Личности
Родени в Молоха
- Янис Коридис (р. 1936) гръцки поет и журналист